# Ronzotherium
Ronzotherium stellt einen der frühesten, heute ausgestorbenen Vertreter der Nashörner im westlichen Eurasien dar, der vor allem im Verlauf des Oligozän vor 33 bis 23 Millionen Jahren lebte, möglicherweise aber schon im Oberen Eozän vor gut 37 Millionen Jahren auftrat. Es handelte sich um einen für die damalige Zeit recht großen Vertreter der Nashörner, er ist aber weitgehend nur von fragmentiertem Fundmaterial bekannt. Kennzeichnend waren die Vorderfüße mit jeweils vier Zehen, die Ronzotherium zu den urtümlichen Nashörnern stellen.

## Merkmale
Ronzotherium stellte ein mittelgroßes bis großes, aber eher schlank gebautes Nashorn dar, dessen kleineren Vertreter rund 1 t wogen, während größere 1,7 bis 1,9 t Körpergewicht erreichen konnten. Bekannt ist die Gattung aber weitgehend nur über Knochen- und Gebissfragmente. Markant waren die relativ schlanken Gliedmaßen, die in vier Strahlen am Vorder- (tetradactyl) und in drei Strahlen am Hinterfuß (tridactyl) endeten. Besonders ausgeprägt war wie bei den meisten Unpaarhufern der mittlere, dritte Strahl (jeweils Metapodium III), wobei jener des Vorderfußes über 19, der des Hinterfußes bis knapp 16 cm lang wurde.

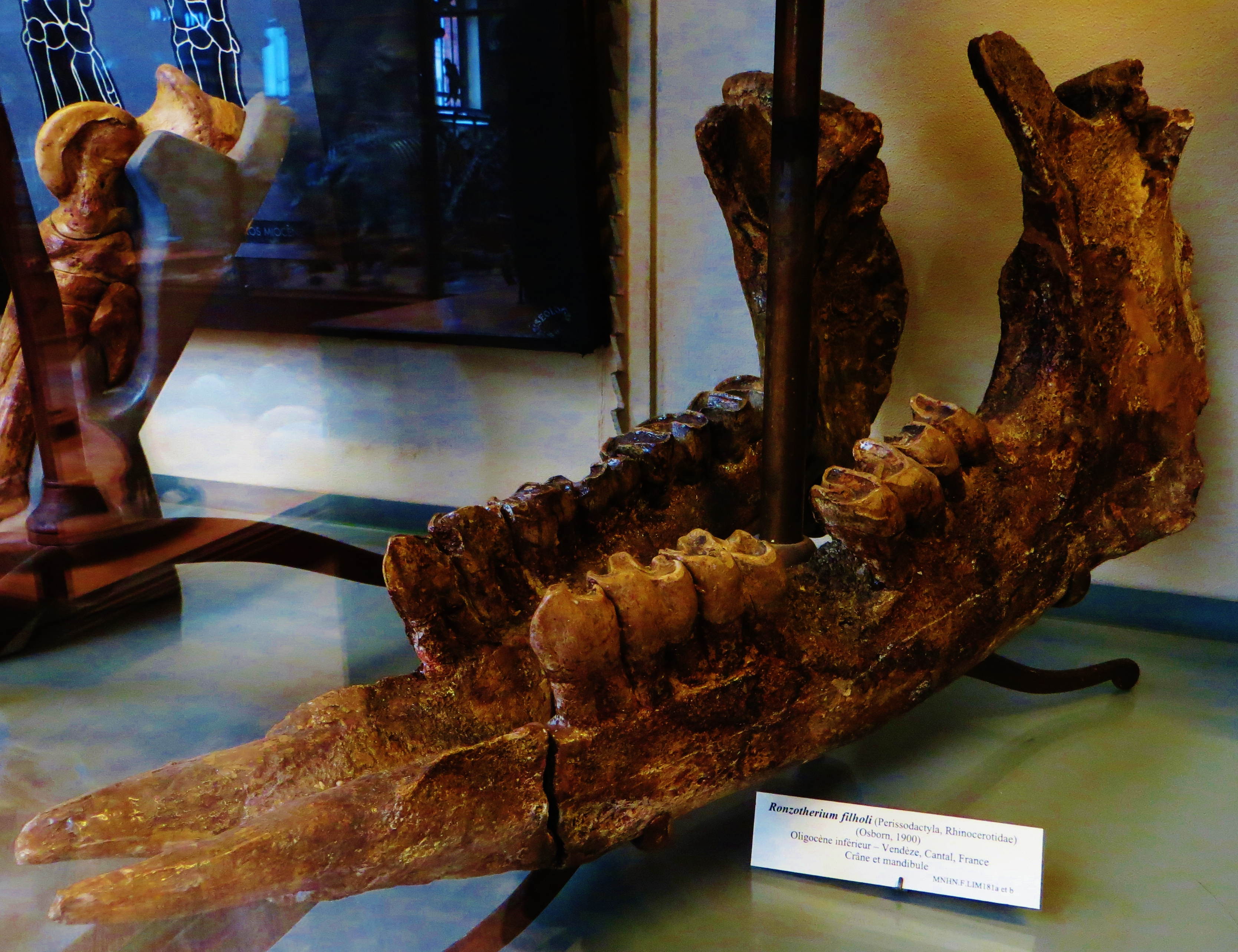
Unterkiefer von Ronzotherium

Der Schädel ist in keinem Fall bisher vollständig überliefert, die wenigen bekannten Exemplare sind stärker beschädigt. Die Stirnlinie hatte in Ansicht von der Seite einen eingedellten Verlauf. Hörner waren höchstwahrscheinlich nicht ausgebildet, da entsprechende aufgeraute Stellen fehlen. Der Naseninnenraum war eher kurz und dehnte sich bis zum zweiten oder dritten Prämolaren aus. Das Foramen infraorbitale saß oberhalb des vorletzten oder letzten Prämolaren. Der vordere Rand der Orbita wiederum befand sich auf Höhe des ersten oder zweiten Molaren. Der Jochbogen setzte sehr hoch an. Er verlief außerdem in Seitenansicht hoch geschwungen. Auf dem Scheitelbein war ein schwacher Scheitelkamm ausgeprägt. Der Hinterhauptskamm zeigte sich prominent. Ein nahezu vollständiger Unterkiefer maß etwa 57 cm in der Länge. Die kräftig ausgebildete Symphyse endete hinter dem zweiten Prämolaren. Der horizontale Unterkieferkörper hatte auf der Unterseite einen geraden Verlauf. Seine Höhe verringerte sich nach vorn kontinuierlich. Jeweils unterhalb des zweiten Prämolaren und des zweiten Schneidezahns befand sich ein Foramen mentale. Der Kronenfortsatz ragte hoch auf und war gut entwickelt.
Die obere Zahnreihe enthielt zwei Paare an Schneidezähnen, die relativ klein waren. Dagegen wies der Unterkiefer nur ein Scheidezahnpaar auf, jeweils den I2, der typisch für Nashörner nach vorn gerichtet und konisch geformt war sowie einen tropfenförmigen Querschnitt besaß. Die Zahnlänge betrug dabei bis zu 8,5 cm. Ein Eckzahn war nicht ausgebildet, zur hinteren Zahnreihe bestand ein großes Diastema. Die Backenzähne umfassten bei ausgewachsenen Tieren im Unterkiefer drei Prämolaren und drei Molaren je Kieferbogen – im Oberkiefer war möglicherweise zusätzlich der vorderste Prämolar ausgebildet –, wobei die Zahnreihe nach hinten an Größe zunahm. Der vorderste Prämolar war nur 2,5 cm lang, der hinterste Molar dagegen erreichte über 7 cm Länge. Allgemein besaßen die Backenzähne eine niedrige (brachyodonte) Zahnkrone, zudem waren die hinteren Prämolaren teilweise molarisiert und ähnelten so den Molaren. Die Kauflächen besaßen zwei deutlich gewundene Schmelzfalten, waren in ihrem Aufbau aber eher primitiv.

## Fossilfunde
Fossilien von Ronzotherium wurden hauptsächlich im westlichen Eurasiens gefunden. Der Status der Funde aus Asien ist nicht ganz eindeutig, bedeutende Reste sind aber unter anderem aus der Ergilin-Dzo-Formation in der heutigen Mongolei nachgewiesen, sie datieren ins Obere Eozän. Weiteres Material stammt aus dem Linxia-Becken in der chinesischen Provinz Gansu, das dem ausgehenden Oligozän zuzuweisen ist. In Europa wurden Reste an wenigstens 57 Fundstellen geborgen, die sich auf den zentralen, westlichen und südöstlichen Teil des Kontinentes von Rumänien im Süden über Ungarn bis nach Deutschland im Norden und weiter westlich bis nach Frankreich und England verteilen. Herausragende Fossilorte sind neben der eponymen Fundstelle Ronzon in Frankreich mit dem Unterkieferfund von 1854 zwei Fundstellen aus dem nordöstlichen Stadtgebiet von Marseille (Saint-Henri und Saint-André), die ein spätoligozänes Alter besitzen. Von hier stammen rund 50 Knochen- und Zahnfragmente, darunter mehrere Unterkieferfragmente und ein teilweise erhaltener Oberkiefer. Nur wenige Kilometer entfernt aus dem Ort Les Milles, nahe der Stadt Aix-en-Provence, stammen fast ein Dutzend weitere Knochenreste, darunter ein nahezu vollständiger Unterkiefer. Aus Mitteleuropa sind mehrere Fundstellen bekannt, die überwiegend dem Molassebecken des nördlichen Alpenvorlandes angehören. Hervorzuheben etwa sind die Funde von Bressaucourt und Kleinblauen in der nordwestlichen Schweiz, darunter der Unterkiefer eines juvenilen Tieres, die zu den frühesten Nashornnachweisen in Europa gehören. Aus Rickenbach, ebenfalls in der Schweiz, wurden allein 35 Fossilreste des Schädel- und Körperskelettes berichtet; dieser Fundort gehört zu einer der Typuslokalitäten für faunistische Überreste aus dem späten Oligozän und stellt gleichzeitig eines der spätesten Vorkommen von Ronzotherium dar. Aus Deutschland sind etwa die Zahnfunde aus dem Tagebau Espenhain südlich von Leipzig (Sachsen) hervorzuheben, die dem unteroligozänen Phosphoritknollenhorizont der Böhlen-Formation entstammen.

## Paläobiologie
Vor allem die späteren, im westlichen Eurasien auftretenden Angehörigen von Ronzotherium waren an eher trockenes Klima mit einer jährlichen Durchschnittstemperatur von rund 20 °C angepasst, was anhand von Isotopenuntersuchungen an Zähnen aus Rickenbach ermittelt werden konnte. Sie lebten dabei in teils offenen, savannenartigen Landschaften, die im Zuge des Grande Coupure-Ereignisses entstanden. Die meist niederkronigen Zähne geben einen, weiche Pflanzenkost bevorzugenden (browsing) Herbivoren an, doch kann aufgrund der vorherrschenden Landschaften auch ein gewisser Anteil harter Grasnahrung nicht ausgeschlossen werden.

## Systematik
Ronzotherium ist eine Gattung aus der Familie der Nashörner. Innerhalb der Nashörner gehört es zur „Stammgruppe“ dieser Unpaarhufergruppe, aus der sich die stammesgeschichtlich jüngeren Vertreter ableiten lassen. Dabei tritt Ronzotherium in Eurasien möglicherweise bereits im Oberen Eozän vor 37 Millionen Jahren auf, ähnlich früh wie sein Verwandter Guixia. Beide Nashorngattungen zeigen aber aufgrund zahnmorphologischer Abweichungen unterschiedliche Verwandtschaftsverhältnisse: so ist Ronzotherium näher zu Trigonias und Penetrigonias, eventuell auch Amphicaenopus zu stellen, während Guixia Ähnlichkeiten zu Teletaceras aufweist.
Eine Revision der Gattung aus dem Jahr 2021 erkennt folgende Arten von Ronzotherium an:
- R. elongatum Heissig, 1969
- R. filholi (Osborn, 1900)
- R. heissigi Kretzoi, 1940
- R. romani Tissier, Antoine & Becker, 2921
- R. velaunum (Aymard, 1853)

Ursprünglich waren aber wesentlich mehr Arten angenommen worden. Vor allem der Status der ostasiatischen Vertreter ist unklar, da die Revision von 2021 diese ausschloss und Ronzotherium als rein westeurasische Form betrachtet. Das gilt unter anderem für R. brevirostre, welches auf E. I. Beliajeva aus dem Jahr 1954 zurückgeht, sowie für das von Bolat Demberelyin Dashzeveg im Jahr 1991 anhand eines nahezu vollständigen und eines stärker fragmentierten Unterkiefers beschriebene R. orientale aus der Mongolei; letztere Form wird häufig als synonym zu ersterer betrachtet. Weitere Formen, wie R. osborni und R. gaudryi werden heute der Gattung Eggysodon zugewiesen, die aber als ein Mitglied der Hyracodontidae nur ein naher Verwandter der Nashörner ist.
Die Gattung Ronzotherium besaß eine überwiegend westeurasische Verbreitung mit Schwerpunkt im nördlichen Bereich. Sofern die ostasiatischen Funde ihr zugerechnet werden, hatte sie ihr frühestes Erscheinen im spätesten Eozän vor 37 Millionen Jahren. In Europa tritt der Nashornvertreter erstmals nach dem Grande-Coupure-Ereignis des Unteren Oligozän vor etwas mehr als 33 Millionen Jahren auf, etwa gleichzeitig mit Epiaceratherium. Die tetradactylen Hände verweisen Ronzotherium zu den urtümlichen Nashörnern, die sich in Eurasien noch bis ins Obere Miozän hielten, seit dem Unteren Miozän aber nach und nach durch solche mit drei Zehen am Vorderfuß ersetzt wurden. In Nordamerika starben diese vierzhehigen Nashörner schon zu Beginn des Oligozän aus und wurden vollständig von Nashörnern mit dreistrahligen Händen abgelöst.
Der Begriff Ronzotherium wurde erstmals von Auguste Aymard im Jahr 1854 erwähnt und basiert auf einem hinteren Teil eines Unterkiefers von Ronzon bei Le Puy-en-Velay (Département Haute-Loire; Frankreich). Allerdings beschrieb erst Henry Filhol mehr als fünfundzwanzig Jahre später, 1881, dieses Fossil genauer. Ursprünglich als Rest eines ausgewachsenen Tieres mit den drei erhaltenen letzten Prämolaren und den drei Molaren angesehen, wurde später erkannt, dass dieses Fossil einem Jungtier gehörte, bei dem der letzte Molar noch nicht durchgebrochen war, so dass die gesamte Zahnreihe die vier Prämolaren und ersten beiden Molaren umfasste. Der Gattungsname Ronzotherium bezieht sich einerseits auf den Fundort Ronzon, während θήριον (thêrion „Tier“) griechischen Ursprungs ist.